# Gehyra multiporosa
Espèce
Gehyra multiporosa est une espèce de geckos de la famille des Gekkonidae.

## Répartition
Cette espèce est endémique du Kimberley en Australie-Occidentale.

## Publication originale
- Doughty, Palmer, Sistrom, Bauer & Donnellan, 2012 : Doughty, Paul;, , Mark J. Sistrom, Aaron M. Bauer and Stephen C. Donnellan, 2012. Two new species of Gehyra (Squamata: Gekkonidae) geckos from the north-west Kimberley region of Western Australia. Records of the Western Australian Museum, vol. 27, p. 117-134 (texte intégral).